# Christine Luise von Ostfriesland
Christine Luise von Ostfriesland (* 1. Februar 1710; † 12. Mai 1732) war Prinzessin von Ostfriesland, ein Mitglied des Hauses Cirksena, Erbin von Criechingen und der Herrschaften Saarwellingen, Crieching, Puttlingen und Rollingen und durch Heirat Gräfin zu Wied-Runkel.

## Leben
Christine Luise war das einzige Kind von Friedrich Ulrich, holländischer Generalleutnant der Kavallerie und Graf in Ostfriesland, Erbe von Criechingen und der Herrschaften Saarwellingen, Crieching, Puttlingen und Rollingen und seiner Frau Marie Charlotte. Sie war erst etwas mehr als einen Monat alt, als ihr Vater am 13. März 1710 starb.
Christine Luise wurde damit Erbin der Herrschaften ihres Vaters, die bis zu ihrer Hochzeit 1726 von ihrer Mutter verwaltet wurden. In dieser Zeit benannte Marie Charlotte einen 1719 errichteten Hof und das dazugehörige Dorf Luisenthal nach ihrer Tochter.
Am 14. August 1726 heiratete sie in Aurich Johann Ludwig Adolf von Wied-Runkel (1705–1762), der damit die Ländereien und Titel seiner Frau in Besitz nahm. Christine Luise starb am 12. Mai 1732 zehn Tage nach der Geburt ihres vierten Kindes. Von ihr ist im Schloss Runkel bei Limburg an der Lahn ein Gemälde erhalten, das sie als Diana darstellt.

## Familie
Das Paar hatte folgende Kinder:
- Karl Ludwig (* 21. Februar 1728; † 31. August 1752)
- Elisabeth (* 21. Dezember 1728; †  Mai 1729)
- Sophie Henriette Amalie (* 22. Februar 1731; † 24. Februar 1799)
- Christian Ludwig (* 2. Mai 1732; †  31. Oktober 1791)